# Ornithodoros
Ornithodoros (sinonim Ornithodorus) (din greaca ornis, ornithis = pasăre  + doros = sac de piele) este un  gen de căpușe moi din familia Argasidae, cu un corp bine dezvoltat și fără delimitare netă (printr-o muchie evidentă ca la genului Argas) între fața dorsală și cea ventrală. Ornitodorii au de multe ori o formă subcvadrangulară alungită. Fața dorsală e mamelonată, fiind acoperită de mici formațiuni proeminente numite mamele (mamillae) dându-i un aspect granulos, cu desene cuticulare variate și caracteristice de specie. Pe fața ventrală se găsesc șanțuri adânci care delimitează diferite zone (postanală, preanală etc.). Unele specii ale genului Ornithodorus sunt lipsite de ochi, altele posedă ochi - una sau chiar două perechi; ei se găsesc lateral, pe fața ventrală, la nivelul primei perechi de picioare. Genul Ornithodoros cuprinde numeroase specii răspândite în țările tropicale și subtropicale, parazite pe mamifere (rozătoare, porci, bovine, ovine, lilieci, oameni), păsări, reptile. Unele specii constituie un factor de disconfort (de ex. Ornithodoros coriaceus provoacă o înțepătură dureroasă), iar altele au rol în transmiterea boreliozelor,  pestei porcine africane. În România și Republica Moldova aceste căpușe nu se întâlnesc

## Specii
După Alberto A. Guglielmone et al. genul Ornithodoros conține 112 specii. Unii autori includ o parte din specii în genul Alectorobius.
- Ornithodoros acinus Whittick, 1938
- Ornithodoros alactagalis Issaakjan, 1936
- Ornithodoros amblus Chamberlin, 1920
- †Ornithodoros antiquus Poinar, 1995
- Ornithodoros apertus Walton, 1962
- Ornithodoros aragaoi Fonseca, 1960
- Ornithodoros arenicolous Hoogstraal, 1953
- Ornithodoros asperus Warburton, 1918
- Ornithodoros azteci Matheson, 1935
- Ornithodoros batuensis Hirst, 1929
- Ornithodoros brasiliensis Aragão, 1923
- Ornithodoros brodyi Matheson, 1935
- Ornithodoros camicasi (Sylla, Cornet and Marchand, 1997)
- Ornithodoros canestrinii (Birula, 1895)
- Ornithodoros capensis Neumann, 1901
- Ornithodoros casebeeri Jones and Clifford, 1972
- Ornithodoros cheikhi Vermeil, Marjolet and Vermeil, 1997
- Ornithodoros chironectes Jones and Clifford, 1972
- Ornithodoros chiropterphila Dhanda and Rajagopalan, 1971
- Ornithodoros cholodkovskyi Pavlovsky, 1930
- Ornithodoros clarki Jones and Clifford, 1972
- Ornithodoros collocaliae Hoogstraal, Kadarsan, Kaiser and Van Peenen, 1974
- Ornithodoros compactus Walton, 1962
- Ornithodoros concanensis Cooley and Kohls, 1941
- Ornithodoros coniceps (Canestrini, 1890)
- Ornithodoros cooleyi McIvor, 1941
- Ornithodoros coriaceus Koch, 1844
- Ornithodoros cyclurae de la Cruz, 1984
- Ornithodoros darwini Kohls, Clifford and Hoogstraal, 1969
- Ornithodoros delanoei Roubaud and Colas-Belcour, 1931
- Ornithodoros denmarki Kohls, Sonenshine and Clifford, 1965
- Ornithodoros dugesi Mazzotti, 1943
- Ornithodoros dusbabeki Černý, 1967
- Ornithodoros dyeri Cooley and Kohls, 1940
- Ornithodoros eboris Theiler, 1959
- Ornithodoros echimys Kohls, Clifford and Jones, 1969
- Ornithodoros elongatus Kohls, Sonenshine and Clifford, 1965
- Ornithodoros eptesicus Kohls, Clifford and Jones, 1969
- Ornithodoros eremicus Cooley and Kohls, 1941
- Ornithodoros erraticus (Lucas, 1849)
- Ornithodoros faini Hoogstraal, 1960
- Ornithodoros foleyi Parrot, 1928
- Ornithodoros fonsecai (Labruna and Venzal, 2009) (n. syn.)
- Ornithodoros furcosus Neumann, 1908
- Ornithodoros galapagensis Kohls, Clifford and Hoogstraal, 1969
- Ornithodoros graingeri Heisch and Guggisberg, 1953
- Ornithodoros grenieri Klein, 1965
- Ornithodoros gurneyi Warburton, 1926
- Ornithodoros hadiae (Klompen, Keirans and Durden, 1995)
- Ornithodoros hasei (Schulze, 1935)
- Ornithodoros hermsi Wheeler, Herms and Meyer, 1935
- Ornithodoros indica Rau and Rao, 1971
- †Ornithodoros jerseyi (Klompen and Grimaldi, 2001)
- Ornithodoros jul Schulze, 1940
- Ornithodoros kelleyi Cooley and Kohls, 1941
- Ornithodoros knoxjonesi Jones and Clifford, 1972
- Ornithodoros kohlsi Guglielmone and Keirans, 2002
- Ornithodoros lahorensis Neumann, 1908
- Ornithodoros macmillani Hoogstraal and Kohls, 1966
- Ornithodoros madagascariensis Hoogstraal, 1962
- Ornithodoros marinkellei Kohls, Clifford and Jones, 1969
- Ornithodoros maritimus Vermeil and Marguet, 1967
- Ornithodoros marmosae Jones and Clifford, 1972
- Ornithodoros marocanus Velu, 1919
- Ornithodoros mimon Kohls, Clifford and Jones, 1969
- Ornithodoros mormoops Kohls, Clifford and Jones, 1969
- Ornithodoros moubata (Murray, 1877)
- Ornithodoros muesebecki Hoogstraal, 1969
- Ornithodoros multisetosus (Klompen, Keirans and Durden, 1995)
- Ornithodoros natalinus Černý and Dusbábek, 1967
- Ornithodoros nattereri Warburton, 1927
- Ornithodoros nicollei Mooser, 1932
- Ornithodoros normandi Larrousse, 1923
- Ornithodoros papuensis (Klompen, Keirans and Durden, 1995)
- Ornithodoros papillipes (Birula, 1895)
- Ornithodoros parkeri Cooley, 1936
- Ornithodoros peringueyi Bedford and Hewitt, 1925
- Ornithodoros peropteryx Kohls, Clifford and Jones, 1969
- Ornithodoros peruvianus Kohls, Clifford and Jones, 1969
- Ornithodoros peusi (Schulze, 1943)
- Ornithodoros piriformis Warburton, 1918
- Ornithodoros porcinus Walton, 1962
- Ornithodoros procaviae Theodor and Costa, 1960
- Ornithodoros puertoricensis Fox, 1947
- Ornithodoros rennellensis Clifford and Sonenshine, 1962
- Ornithodoros rioplatensis Venzal, Estrada-Peña and Mangold, 2008
- Ornithodoros rondoniensis (Labruna, Terassini, Camargo, Brandão, Ribeiro and Estrada-Peña, 2008)
- Ornithodoros rossi Kohls, Sonenshine and Clifford, 1965
- Ornithodoros rostratus Aragão, 1911
- Ornithodoros rudis Karsch, 1880
- Ornithodoros salahi Hoogstraal, 1953
- Ornithodoros savignyi (Audouin, 1826)
- Ornithodoros sawaii Kitaoka and Suzuki, 1973
- Ornithodoros setosus Kohls, Clifford and Jones, 1969
- Ornithodoros solomonis Dumbleton, 1959
- Ornithodoros sonrai Sautet and Witkowski, 1943
- Ornithodoros sparnus Kohls and Clifford, 1963
- Ornithodoros spheniscus Hoogstraal, Wassef, Hays and Keirans, 1985
- Ornithodoros stageri Cooley and Kohls, 1941
- Ornithodoros tadaridae Černý and Dusbábek, 1967
- Ornithodoros talaje (Guérin-Méneville, 1849)
- Ornithodoros tartakovskyi Olenev, 1931
- Ornithodoros tholozani (Laboulbène and Mégnin, 1882)
- Ornithodoros tiptoni Jones and Clifford, 1972
- Ornithodoros turicata (Dugès, 1876)
- Ornithodoros tuttlei Jones and Clifford, 1972
- Ornithodoros vansomereni Keirans, Hoogstraal and Clifford, 1977
- Ornithodoros verrucosus Olenev, Zasukhin and Fenyuk, 1934
- Ornithodoros viguerasi Cooley and Kohls, 1941
- Ornithodoros yumatensis Cooley and Kohls, 1941
- Ornithodoros yunkeri Keirans, Clifford and Hoogstraal, 1984
- Ornithodoros zumpti Heisch and Guggisberg, 1953

## Rolul patogen
Speciile genului Ornithodoros sunt vectori ai mai multor agenți patogeni. Ei pot transmite omului și animalelor virusuri - Asfivirus (virusul pestei porcine africane), virusul febrei de Colorado de căpușă (Coltivirus), virusul febrelor hemoragice de Crimea și Congo, virusul West Nile, virusul HIV, virusul hepatitei B, virusul febrei hemoragice de Alkhurma; bacterii - Borrelia (provoacă febra recurentă de căpușă), Coxiella burnetii (provoacă febra Q), Rickettsia (agent al febrei Q); protozoare (Babesia) și filarii (Acanthocheilonema viteae, Dipetalonema viteae).
| Specie                                                                | Răspândire | Gazda                                                                     | Viruși, bacterii, protozoare și filarii transmise sau asociate de Ornithodoros (boala) |
| --------------------------------------------------------------------- | --- | ------------------------------------------------------------------------- | --- |
| Ornithodoros alactagalis (Alectorobius alactagalis)                   | Armenia, Azerbaidjan, Georgia, Iran, Caucazul de Nord, Transcaucazia, Turcia                                                                              | Rozătoare                                                                 | - |
| Ornithodoros amblus (Alectorobius amblus)                             | Peru, Chile | Păsări                                                                    | Virusul Huacho, virusul Punta Salinas |
| Ornithodoros asperus (Alectorobius asperus)                           | Caucaz, Irak | Oameni, rozătoare                                                         | Borrelia caucasica, Borrelia microti, Borrelia baltazardi (febra recurentă de căpușă) |
| Ornithodoros brasiliensis (Alectorobius brasiliensis)                 | Brazilia | Oameni                                                                    | - |
| Ornithodoros compactus                                                | Africa de Sud | Broaște țestoase                                                          | - |
| Ornithodoros coniceps (Alectorobius coniceps)                         | Italia, Franța, Spania, Israel, Iordania, Egipt, Afganistan, Ucraina, Kenya, India                                                                        | Porumbei                                                                  | Virusul Baku |
| Ornithodoros coriaceus                                                | Africa, California, Oregon și Nevada (SUA), Mexic | Porci domestici și sălbatici, bovine, oameni                              | Asfivirus (pesta porcină africană, infecție experimentală), Virusul Bluetongue; Borrelia coriaceae (avortul epizootic bovin); Deltaproteobacteria (probabil provoacă avortul epizootic bovin) |
| Ornithodoros crossi (unii autori îl includ în Alectorobius tholozani) | India | Animale domestice                                                         | - |
| Ornithodoros denmarki (Alectorobius denmarki)                         | America Centală; Cuba | Păsări                                                                    | Virusul Soldado, virusul Hughes, virusul Raza, virusul Quaranfil |
| Ornithodoros erraticus (Alectorobius erraticus)                       | Portugalia, Spania, Grecia, Italia, Cipru, Algeria, Egipt, Tunisia, Maroc, Irak, Iran, Siria                                                              | Rozătoare porci, oameni,                                                  | virusul Qalyub, Asfivirus (pesta porcină africană); Borrelia hispanica, Borrelia microti, Borrelia crocidurae (febra recurentă de căpușă); Babesia meri |
| Ornithodoros graingeri (Alectorobius graingeri)                       | Africa de est | Oameni                                                                    | Borrellia graingeri |
| Ornithodoros hasei (Alectorobius hasei)                               | Paraguay, Brazilia, Bolivia | Lilieci                                                                   | - |
| Ornithodoros hermsi (Aleclorobius hermsi)                             | SUA, Canada, Mexic | Rozătoare, veverițe, oameni                                               | Borrelia hermsi (febra recurentă de căpușă) |
| Ornithodoros kelleyi (Alectorobius kelleyi)                           | SUA | Lilieci, oameni                                                           | - |
| Ornithodoros lagophilus (Otobius lagophilus)                          | SUA, Canada | Iepuri                                                                    | Virusul febrei de Colorado de căpușă (Coltivirus) |
| Ornithodoros lahorensis (Alveonasus lahorensis)                       | Armenia, Kazahstan, Federația Rusă, Kosovo, Siria, Turcia, Iran, China, India                                                                             | Bovine                                                                    | Virusul febrelor hemoragice de Crimea și Congo; Coxiella burnetii (febra Q, infecție experimentală) |
| Ornithodoros marinkellei (Aleclorobius marinkellei)                   | Columbia, Panama, Venezuela, Guyana, Brazilia | Lilieci                                                                   | - |
| Ornithodoros maritimus (Alectorobius maritimus)                       | Portugalia, Italia | Păsările de mare                                                          | Virusul Soldado |
| Ornithodoros moubata                                                  | Africa centrală și de sud | Oameni, porci domestici și sălbatici                                      | Asfivirus (pesta porcină africană), virusul West Nile, virusul HIV (infecție experimentală), Virusul hepatitei B (infecție experimentală); Borrelia duttoni (febra recurentă de căpușă); Rickettsia spp. (febra Q), Babesia equi (babesioză, infecție experimentală), Acanthocheilonema viteae (filarioză, infecție experimentală), Proteobacteria (simbioză) |
| Ornithodoros parkeri (Alectorobius parkeri)                           | SUA, Canada, Mexic | Rozătoare, oameni                                                         | Asfivirus (pesta porcină africană, infecție experimentală), virusul Karshi și virusul Langat; Borrelia parkeri (febra recurentă de căpușă) |
| Ornithodoros pavlovsky (Alectorobius tholozani)                       | Kazahstan, Kirghizia, Tadjikista, Turkmenistan, Uzbekistan                                                                                                | Mamifere                                                                  | - |
| Ornithodoros piriformis (Alectorobius piriformis)                     | India | Lilieci                                                                   | - |
| Ornithodoros porcinus                                                 | Africa de sud și de est | Porci domestici și sălbatici, oameni,                                     | Asfivirus (pesta porcină africană); Borrelia duttoni (febra recurentă de căpușă) |
| Ornithodoros puertoricensis (Alectorobius puertoricensis)             | SUA, Mexic, Guatemala, Nicaragua, Panama, Columbia, Venezuela, Paraguay, Jamaica, Republica Dominicană, Puerto Rico, Haiti                                | Reptile                                                                   | Asfivirus (pesta porcină africană, infecție experimentală) |
| Ornithodoros rioplatensis                                             | Uruguay, Argentina, Chile | Mamifere, reptile                                                         | - |
| Ornithodoros rondoniensis                                             | Brazilia | Lilieci                                                                   | - |
| Ornithodoros rossi (Alectorobius rossi)                               | SUA | Lilieci                                                                   | - |
| Ornithodoros rostratus                                                | Paraguay, Brazilia, Argentina | Reptile                                                                   | - |
| Ornithodoros rudis (Alectorobius rudis)                               | America de Sud și America Centrală | Rozătoare, oameni                                                         | Borrelia venezuelensis (febra recurentă de căpușă) |
| Ornithodoros savignyi                                                 | Egipt, Kenya, Africa centrală și de sud, India | Cămile, oi, capre, vaci, bivoli, oameni                                   | Virusul febrei hemoragice de Alkhurma, virusul Bluetongue (infecție experimentală), Asfivirus (pesta porcină africană, infecție experimentală); Borrelia crocidurae (febra recurentă de căpușă) |
| Ornithodoros sonrai (Alectorobius sonrai)                             | Maroc, Libia, Egipt, Turcia, Iran, Kenya, Mauritania, Senegal, Mali, Gambia                                                                               | Rozătoare, Porci domestici și sălbatici                                   | Virusul Karshi și virusul Langat, Asfivirus (pesta porcină africană), virusul Bandia; Borrelia crocidurae (febra recurentă de căpușă); Coxiella burnetii (fiebra Q) |
| Ornithodoros spheniscus (Alectorobius spheniscus)                     | Chile | Pinguini                                                                  | - |
| Ornithodoros tadaridae (Alectorobius tadaridae)                       | Cuba | Lilieci                                                                   | Virusul Estero Real |
| Ornithodoros talaje (Alectorobius talaje)                             | SUA, Mexic, Brazilia, Chile | Rozătoare, animale domestice, oameni                                      | Borrelia mazzottii (febra recurentă de căpușă) |
| Ornithodoros tartakovskyi (Ornithodoros tartakowskyi)                 | Iran, Irac, Asia Centrală, China | Rozătoare, oameni                                                         | Virusul Karshi și virusul Langat; Borrelia latyschewii (febra recurentă de căpușă); Dipetalonema viteae (filarioză, infecție experimentală) |
| Ornithodoros tholozani (Alectorobius tholozani)                       | Cipru, Daghestan, Egipt, Irak, Iran, China, Israel, Iordania, Kazahstan, Kârgâzstan, Liban, Libia, Siria, Turcia, Ucraina, Federația Rusă, India, Kashmir | Rozătoare, animale domestice, oameni,                                     | Virusul Karshi și virusul Langat; Borrelia persica (febra recurentă de căpușă) |
| Ornithodoros turicata (Aleetorobius turicata)                         | SUA, Canada, Mexic | Rozătoare, porci domestici și sălbatici, câini, broaște țestoase, oameni, | Asfivirus (pesta porcină africană, infecție experimentală); Borrelia turicatae (febra recurentă de căpușă) |
| Ornithodoros verrucosus (Alectorobius asperus)                        | Armenia, Georgia, Federația Rusă | Broaște țestoase, broaște râioase, șerpi, pasări, vulpi                   | - |
| Ornithodoros yunkeri (Alectorobius yunkeri)                           | Insulele Galapagos | Păsări de mare                                                            | - |
| Ornithodoros zumpti (Alectorobius zumpti)                             | Africa de sud | Rozătoare, oameni                                                         | Borrelia tillae |